# Ayrton Senna Pole Position
Ayrton Senna Pole Position é um jogo eletrônico lançado em 2006 para celulares desenvovlido e distribuido pela Meantime no Brasil e em outros países.
O jogo possui uma jogabilidade similar a jogos de ritmo, junto com elementos de corrida. São disponibilizados vários circuitos, onde pode-se bater recordes que são enviados a um ranking online com jogadores de todo o mundo.